# Saarländischer Fußballverband
Saarländischer Fußballverband ordnar med organiserad fotboll i Saarland.

## Historik
Förbundet bildades 25 juli 1948 i Sulzbach/Saar av Hermann Neuberger som Saarländischer Fußballbund (SFB) i det då formellt självständiga Saarland. Åren 1950-1956 var SFB med i FIFA och bedrev egen landslagsverksamhet, med vilken man deltog i kvalspelet till VM 1954 i Schweiz.
När Saarland skulle inträda i Västtyskland, lämnade man FIFA och inträdde i stället i DFB. På mötet den 8 juli 1956 ändrades namnet till Saarländischer Fußballverband. Huvudkontoret finns vid Hermann-Neuberger-Sportschule i delstatshuvudstaden Saarbrücken.
Tillsammans med Fußballverband Rheinland och Südwestdeutschen Fußballverband utgör förbundet Fußball-Regional-Verband Südwest.
2009 hade förbundet 387 medlemsföreningar, som sammanalgt hade 114 715 medlemmar. Totalt 2 954 deltog i tävlingarna.

### Fotnoter
1. ↑  DFB:s medlemsstatistik 2009, se http://www.dfb.de/index.php?id=11015, läst 4 januari 2010